# Jezero Aqtas
Jezero Aqtas (krim. tat. Aqtaş gölü, rus. Акта́шское о́зеро) je povremeno isušeno slano jezero na Kerčkom poluotoku u Lenjinskom rajonu na Krimu. Jezero pripada Kerčkoj skupini jezera.
Njegovo ime znači Bijela gora. Svoje zalihe vode dobiva iz arteškog vodonosnika Crnog mora.
Jezero je povezano sa Sjevernokrimskim kanalom i drugim kanalom s Azovskim morem. Oko 1980. jezero je trebalo poslužiti kao rashladni bazen za industrijsku vodoopskrbu Krimske nuklearne elektrane. U sredini jezera nalazi se otok Latau. Ima i solončaka. U blizini jezera Aqtas nalaze se poplavne ravnice Astani i istočnokrimska vjetroelektrana.